# Fallo tu per me
Fallo tu per me è un singolo del cantautore italiano Holden, pubblicato il 26 marzo 2021 come sesto estratto dal primo album in studio Prologo.

## Descrizione
Il brano è scritto, composto e prodotto dallo stesso cantautore.

## Tracce
Testi e musiche di Joseph Carta.
1. Fallo tu per me – 3:09